# Galleria di Francesco I
La Galleria di Francesco I è un ambiente monumentale del Castello di Fontainebleau, decorato su progetto di Rosso Fiorentino da un team di artisti tra cui Francesco Primaticcio, Luca Penni e Léonard Thiry tra il 1532 e il 1539 circa. Sebbene compromessa da restauri e modifiche successive, rappresenta il primo esempio superstite di arte manierista in Francia, che ebbe una straordinaria influenza sull'arte francese successiva.

## Storia

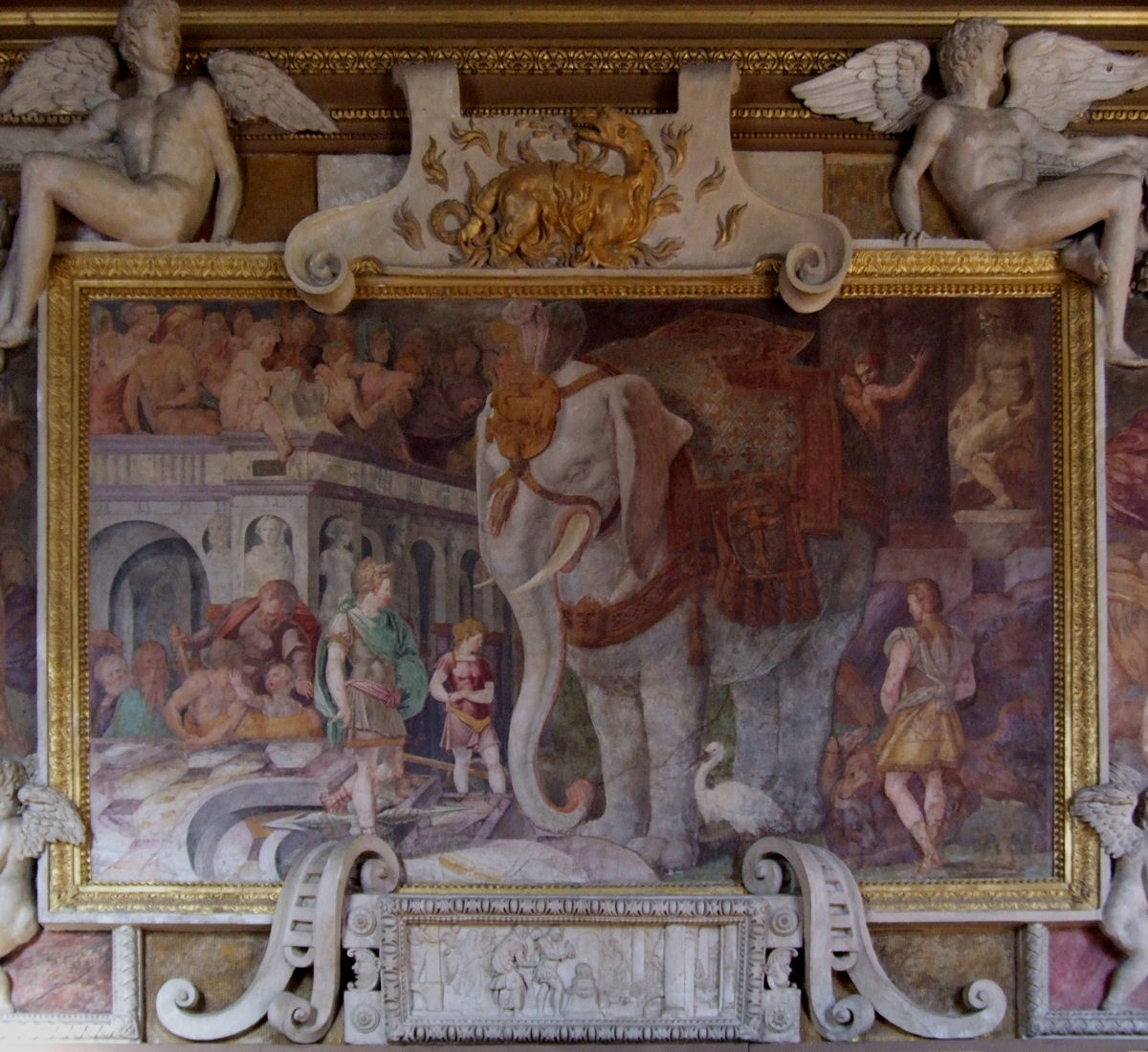
LElefante reale tra gli stucchi

Francesco I di Francia nei suoi progetti di decorazione delle sue regge aveva chiamato a sé già numerosi artisti italiani (in particolare fiorentini), tra cui Leonardo da Vinci e Andrea del Sarto. Quando Rosso Fiorentino giunse in Francia (1530), la galleria del castello di Fontainebleau era stata appena terminata e nel 1532, lo stesso anno dell'arrivo del bolognese Primaticcio, Rosso aveva progettato e decorato ad affresco il perduto Padiglione di Pomona, situato nelle vicinanze.
La progettazione delle decorazioni dovette impegnare Rosso già dal 1532 e a partire dall'estate del 1533 si prepararono le pareti per la messa in opera di stucchi e pitture. Nell'aprile del 1534 si avviò la realizzazione degli stucchi, mentre per le pitture si dovette attendere circa un anno. Vari documenti attestano poi pagamenti al Rosso in qualità di direttore dei lavori di decorazioni e nel 1539 l'impresa era terminata, un anno prima della morte dell'artista. Il giorno di Natale del 1539 Francesco I conduceva Carlo V alla visita della galleria, chiudendosi con l'imperatore in un colloquio privato per due ore abbondanti.

## Descrizione e stile

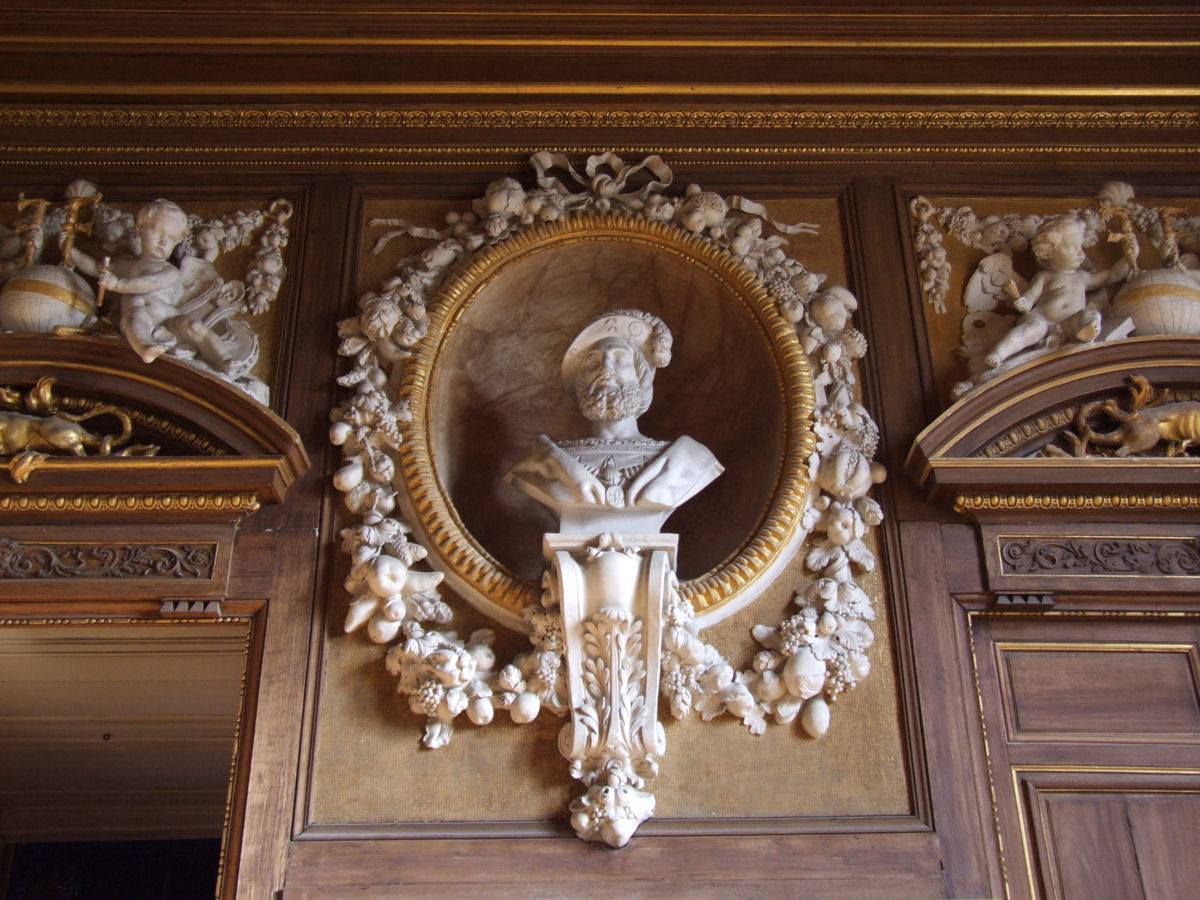
Il busto di Francesco I

Le pareti lunghe sono sui lati nord-sud e quelle brevi sono direzionate quindi sull'asse est-ovest. Ai quattro punti cardinali si trovano scene legate al tema dell'amore. Al centro della parete nord infatti si apriva un camerino contenente un perduto ovale con Giove e Semele, mentre sul lato opposto un altro ovale rappresenta l'Amore di Giove e Danae; alle due testate Vasari ricordò di aver visto a ovest un Venere e Amore (perduto, noto forse da un disegno al Louvre) e, ad est un dipinto con Bacco, Venere e Amore, forse identificabile con quello al Musée national d'histoire et d'art della città di Lussemburgo.
Al centro campeggiava un busto del sovrano in marmo.
I lati lunghi presentano una serie di dodici riquadri  - circondati da stucchi e intervallati dalle finestre - con affreschi il cui aspetto è però compromesso dalle modifiche e dei rifacimenti apportati sin da un'epoca molto vicina al loro completamento. Ciò si nota confrontando l'aspetto odierno degli affreschi con le copie coeve, i disegni preparatori e le prime incisionidell'intera decorazione.
Il tema degli affreschi della galleria è essenzialmente una celebrazione allegorica della vita. Le virtù e le imprese di Francesco I, sebbene il significato iconografico di molti particolari resti ancora oggi oggetto di dibattiti e incertezze. La stessa Margherita di Navarra, sorella del sovrano, gli scriveva in una lettera di non riuscire a venire a capo del significato di quelle storie senza la sua guida, anche se non è chiaro se si tratti di un'affermazione reale o retorica.
Elenco delle scene
- Lotta tra Centauri e Lapiti
- Perdita della gioventù perpetua
- Vendetta di Nauplio
- Morte di Adone
- Educazione di Achille
- Bagno di Pallade
- Fratelli di Catania
- Cleobis e Biton
- Unità dello Stato
- Elefante reale
- Illuminazione di Francesco I
- Sacrificio

In due affreschi il sovrano viene rappresentato direttamente (Illuminazione e Unità dello Stato), mentre le altre scene dovrebbero contenere allusioni più o meno evidenti alla sua vita. Ad esempio l'Elefante reale, che porta la salamandra reale sul copricapo e una gualdrappa coi gigli di Francia e una grossa "F", altro non sarebbe che un ritratto allegorico del re e delle sue qualità: grandezza, potenza, bontà, temperanza, generosità. Le storie di Cloebis e Biton e dei Fratelli di Catania evocherebbero l'amore verso i genitori e i parenti, ovvero la pietas familiare che lo legavano alla venerata madre Luisa di Savoia o alla sorella Margherita di Navarra.
La Morte di Adone, secondo Panofsky, allude all'evento tragico della morte del Delfino Francesco di Valois il 10 agosto 1536: data dopo la quale si procedette probabilmente a una revisione iconografica. Anche la Perdita della gioventù perpetua sarebbe un'amara riflessione sul trascorrere del tempo, controbilanciata dall'Educazione di Achille che allude a una giovinezza guidata con saggezza, forse riferendosi ancora una volta ai figli del re.
Marc Fumaroli ha proposto che nella lettura delle scene siano da tenere in conto anche i tre Inni pindarici scritti in quegli anni da Luigi Alamanni (un altro fiorentino esule in Francia) per il re e sua sorella, nonché la consulenza letteraria di Lazare de Baïf, ambasciatore e letterato, già allievo di Giano Lascaris.
Falciani imbastì una lettura esegetica più ampia, legata alla contrapposizione tra amore carnale negativo e amore spirituale positivo, implicita nel motto dell'emblema reale della salamandra (scelta da Francesco I almeno dal 1504): "notrisco al buono, stringo al reo", ovvero mi alimento al fuoco del bene e mi estinguo a quello maligno. La Lotta tra Centauri e Lapiti ad esempio conterrebbe una condatta verso coloro che si abbandonano sfrenatamente all'amore carnale, mentre la Peridta della gioventù perpetua mostrerebbe la stupidità della razza umana, ingannata dal "precipizio dei sensi". Anche la Vendetta di Nauplio e la Morte di Adone si riferirebbero ai pericoli dell'amore carnale e le sue conseguenze, mentre l''Educazione di Achille indicherebbe la strada per la vita virtuosa; parimenti le scene sulla destra mostrerebbero gli effetti legati alla scelta dell'amore spirituale. Il Sacrificio la protezione offerta alla religione.

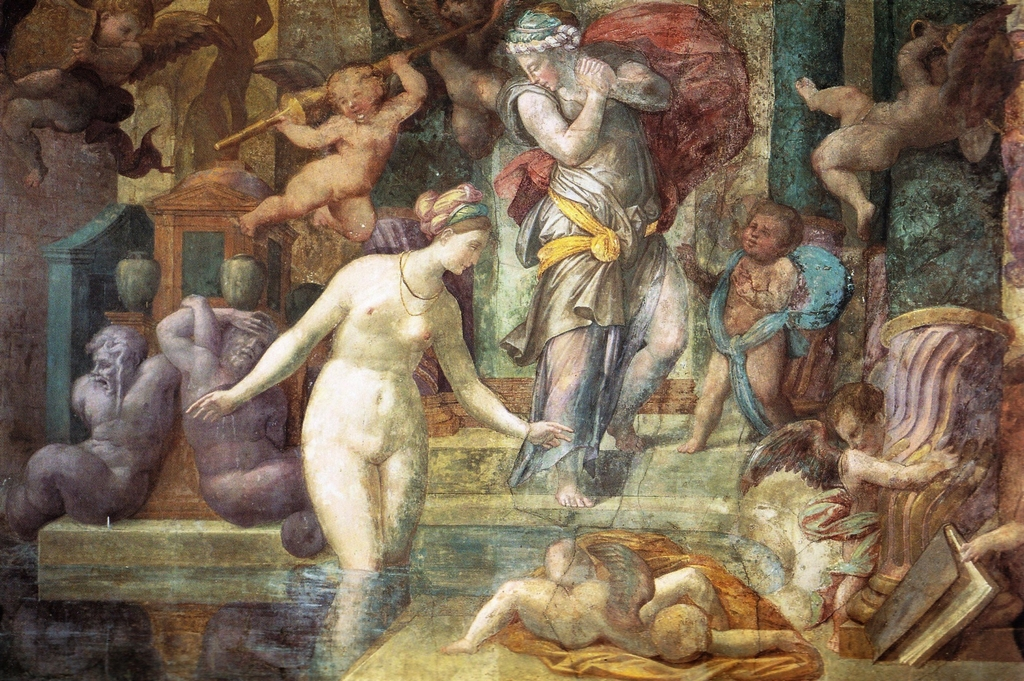
Bagno di Pallade
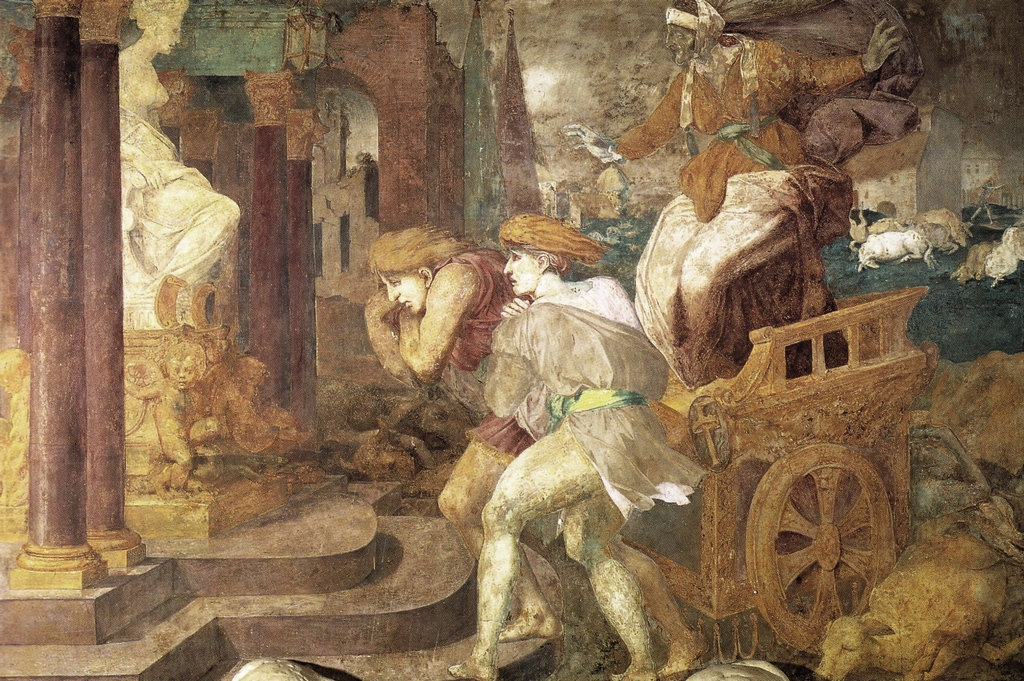
Cleobi e Bitone
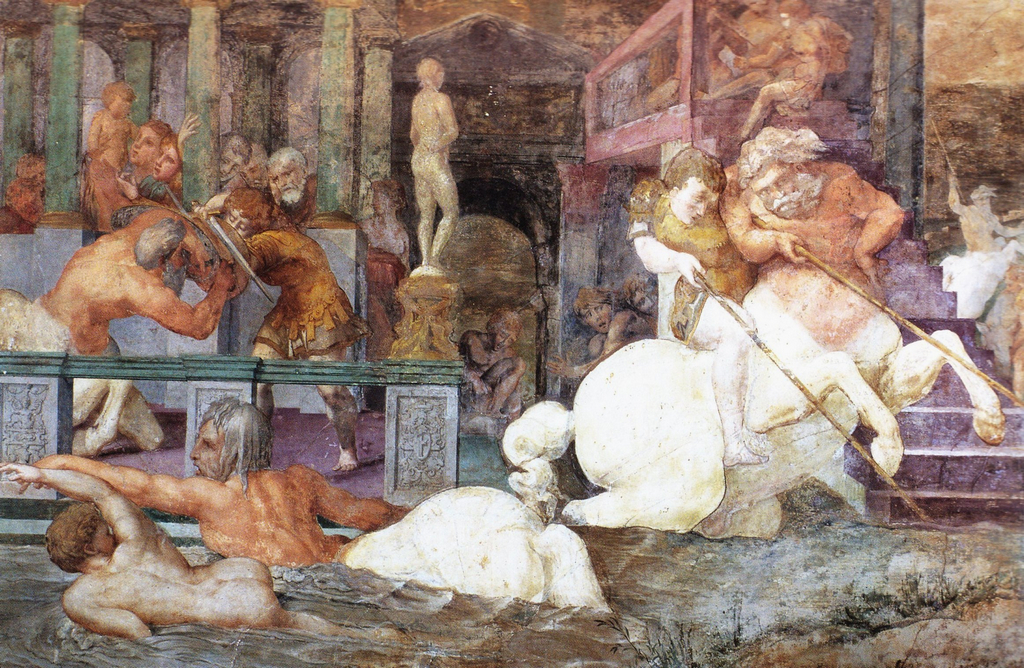
Educazione di Achille
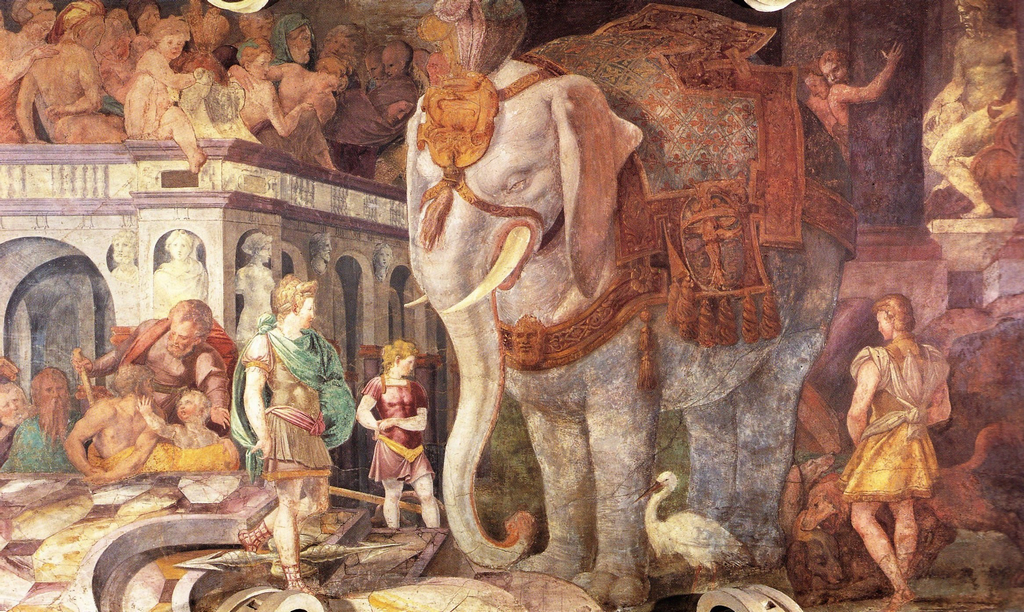
Elefante reale
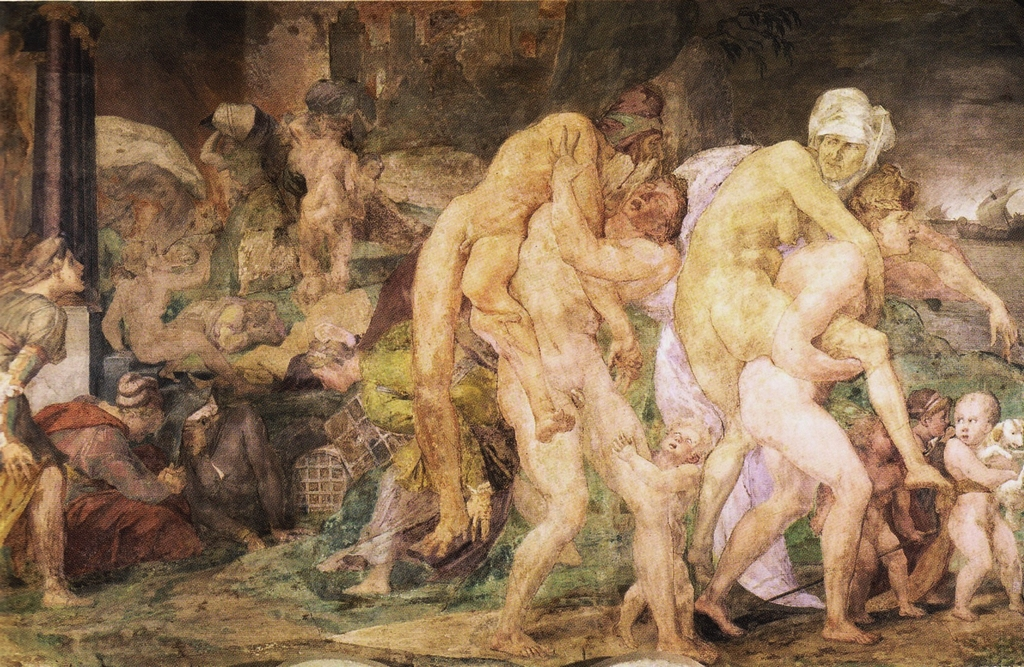
Fratelli di Catania
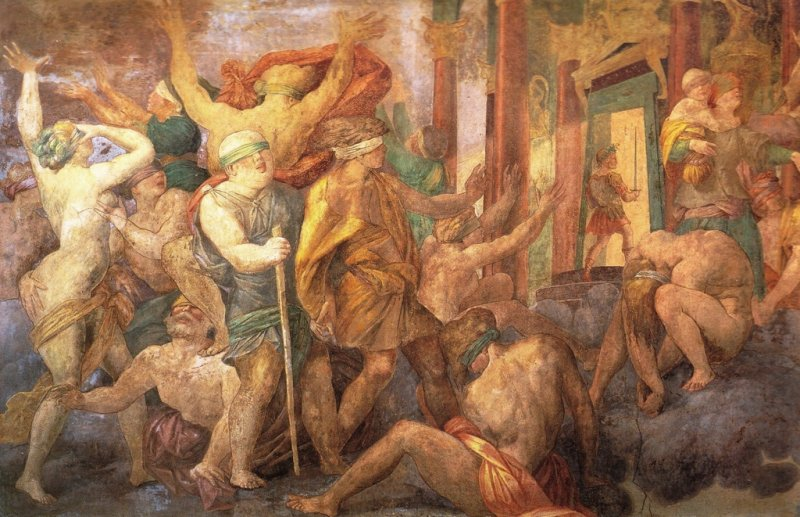
Illuminazione di Francesco I
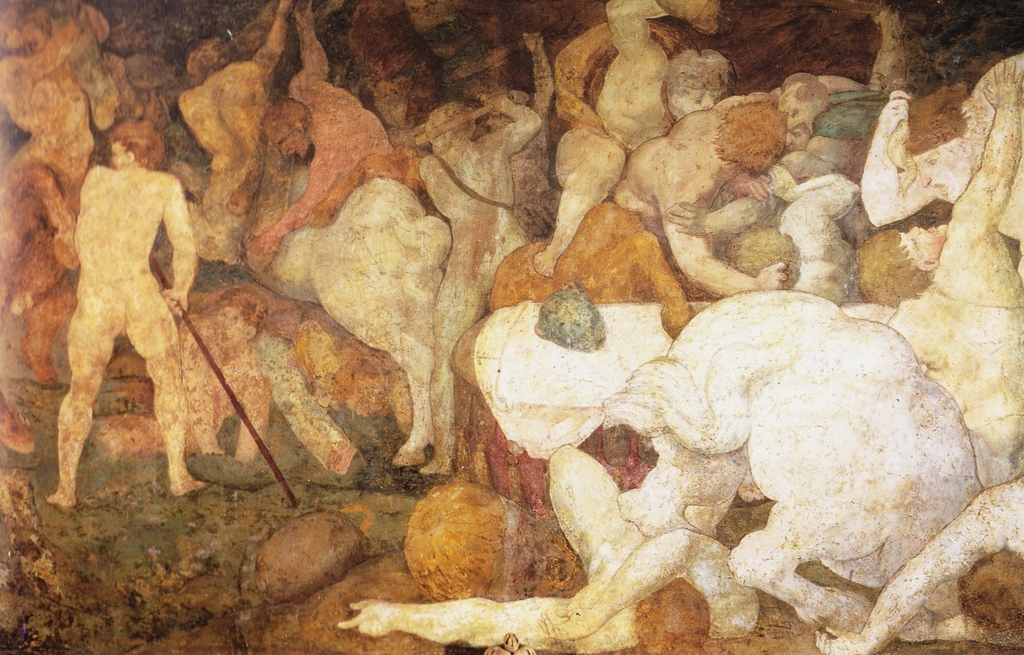
Lotta tra Centauri e Lapiti
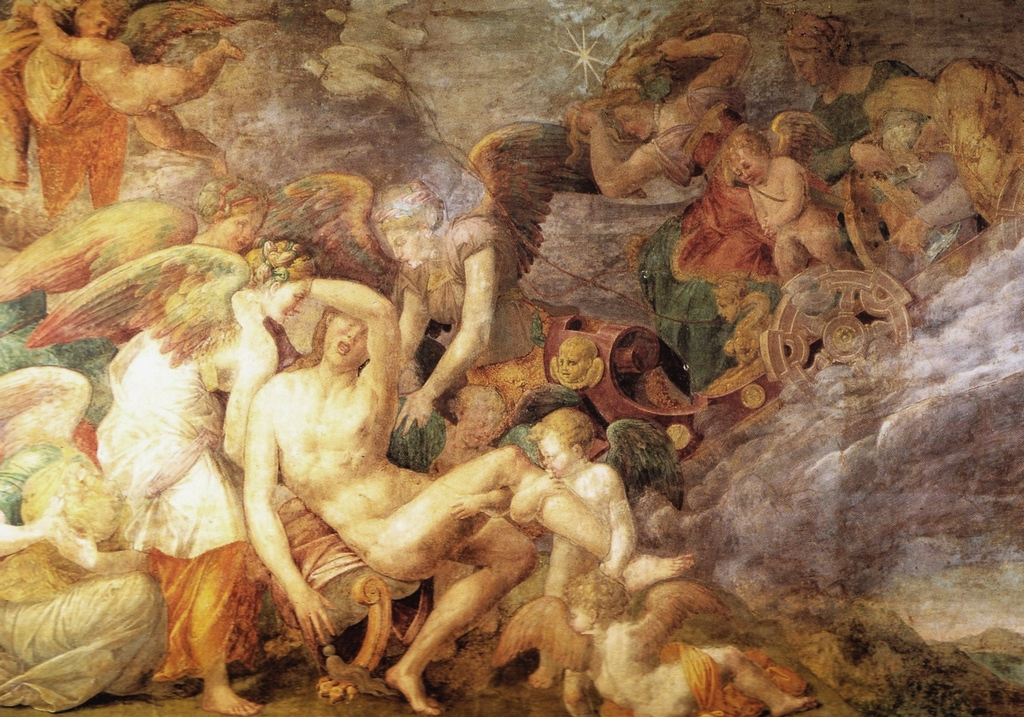
Morte di Adone
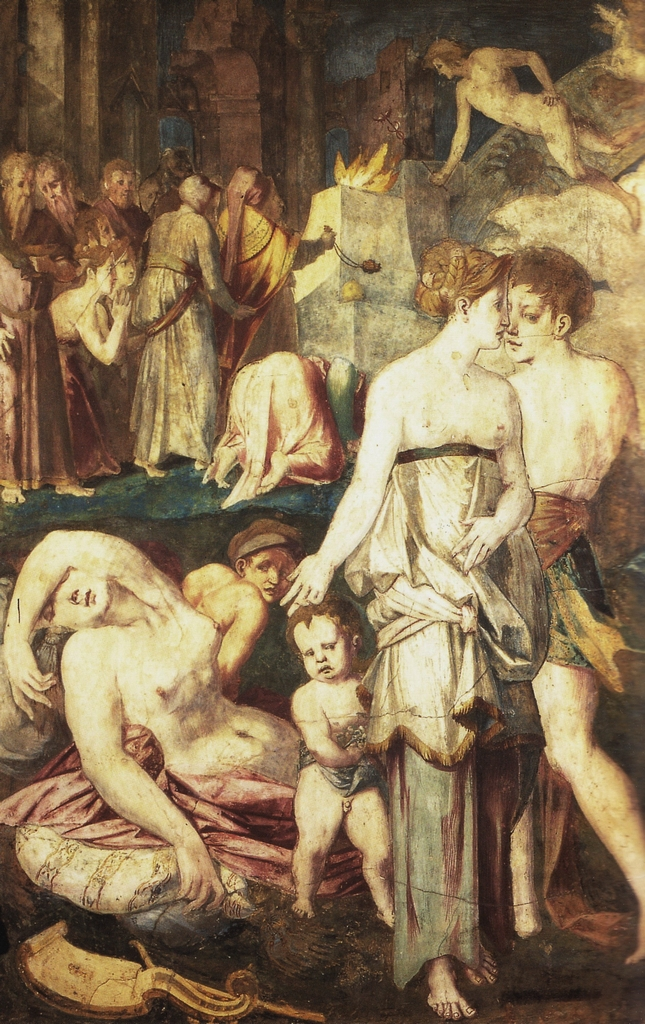
Perdita della gioventù perpetua
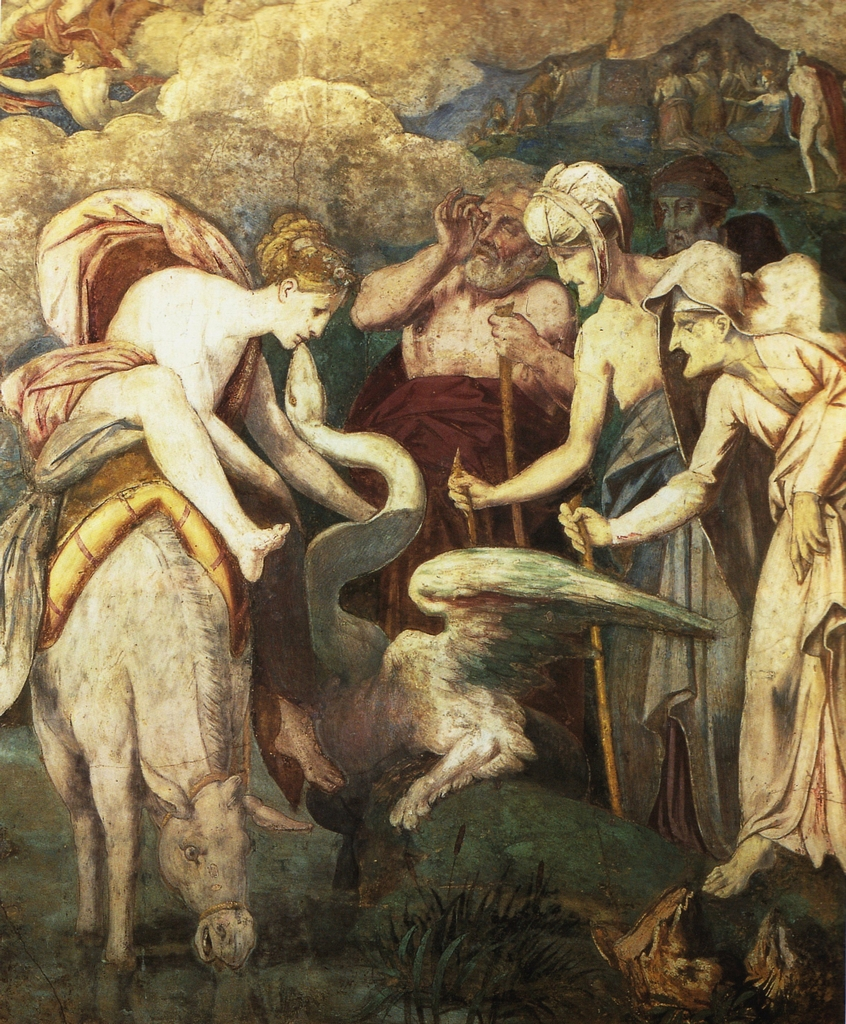
Perdita della gioventù perpetua
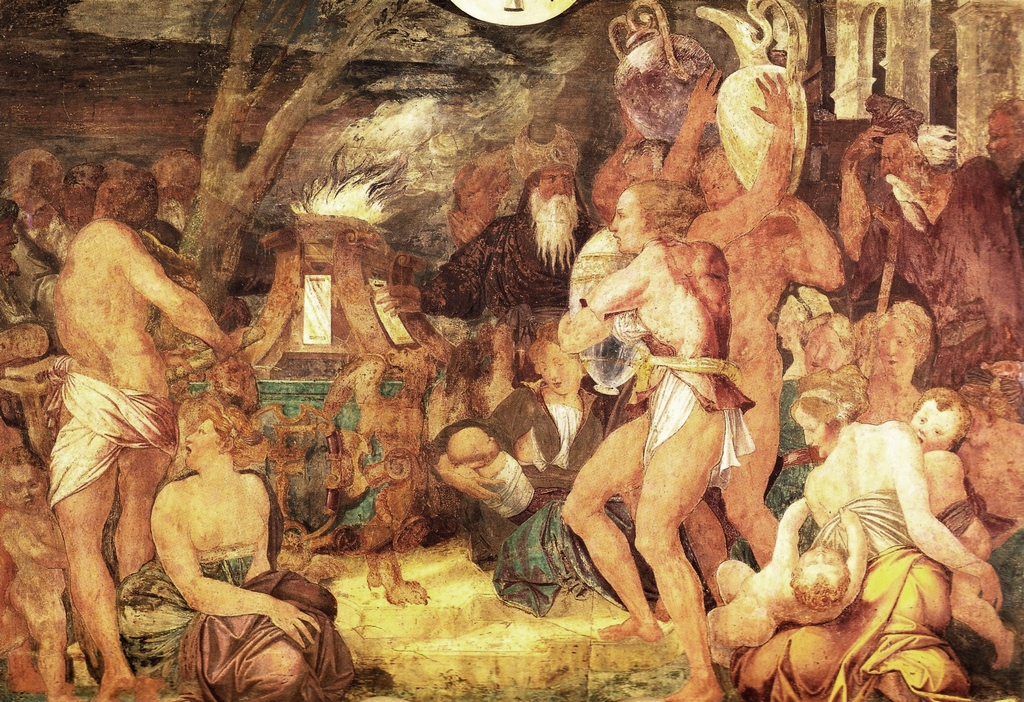
Sacrificio
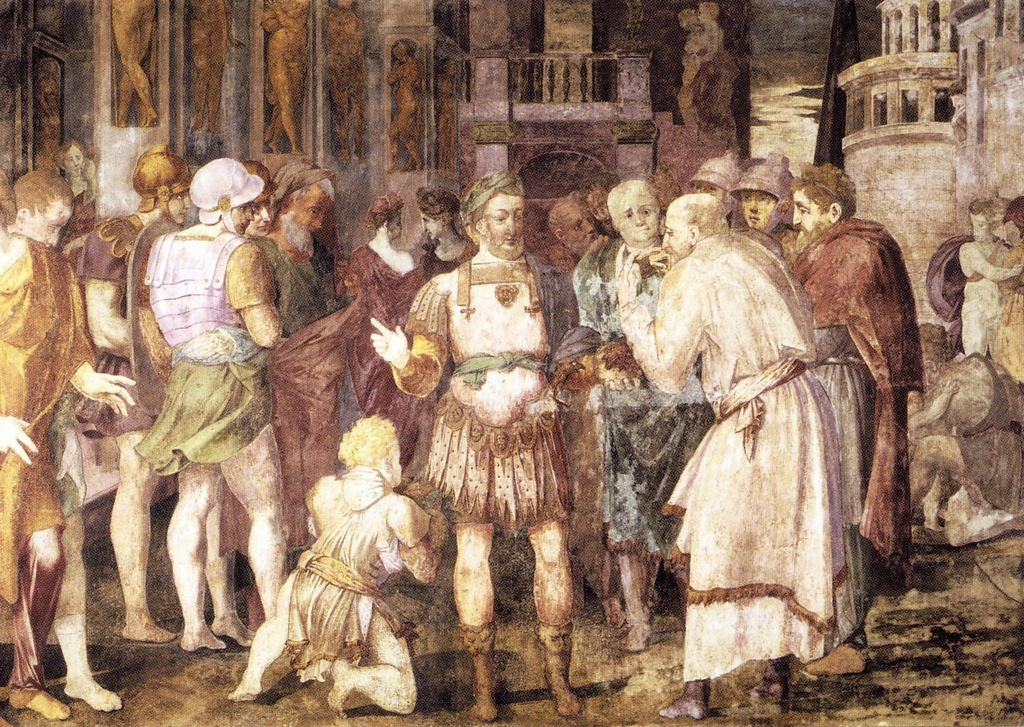
Unità dello Stato
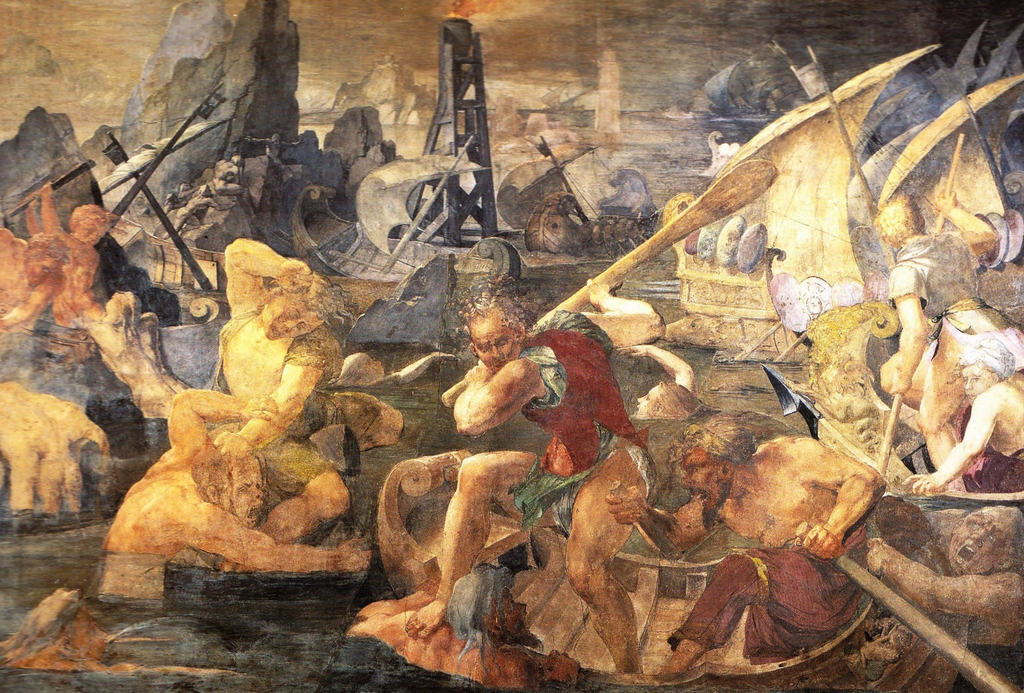
Vendetta di Nauplio